# Willie Walsh
William Matthew Walsh (Dublín, 25 de octubre de 1961) es un ejecutivo de aerolínea irlandés  fue el consejero delegado de British Airways y el anterior consejero delegado de Aer Lingus. Hasta 2020, fue CEO de International Airlines Group.

## Biografía
Walsh nació en Dublín, Irlanda. Acudió a la escuela secundaria local Ardscoil Rís. A los 17 años, se convirtió en piloto de la aerolínea de bandera irlandesa Aer Lingus, entrando como un cadete en 1979. Durante su periodo como piloto se situó como jefe de negociaciones de IALPA. También obtuvo un Master en administración y dirección de empresas en el Trinity College durante este periodo.
Más tarde entró en la dirección de la compañía, ocupando diversos cargos incluyendo el de director ejecutivo de la filial, Futura desde 1998 a 2000.
El 24 de enero de 2011, Walsh se convirtió en consejero delegado de IAG, que es la sociedad matriz de BA e Iberia. Ambas aerolíneas son miembros de la alianza Oneworld . Se anunció el 9 de enero de 2020 que dejaría el cargo de CEO en marzo de 2020, sin embargo, Walsh anunció el 16 de marzo que tenía la intención de retrasar su retiro para ayudar a la aerolínea a operar durante el brote de COVID-19. Walsh se retiró oficialmente de IAG en septiembre de 2020 y fue sucedido por Luis Gallego.
El 24 de noviembre de 2020, Walsh fue nombrado director general de la Asociación de Transporte Aéreo Internacional (IATA), a partir de abril de 2021.

## Director ejecutivo de Aer Lingus
En octubre de 2001, fue ascendido a consejero delegado desde su anterior posición de director de operaciones, sucediendo a Michael Foley que se jubiló. La compañía estaba en una situación financiera muy complicada tras la crisis posterior a los ataques terroristas del 11 de septiembre de 2001, llegando a perder dos millones de libras diarias. Walsh tomó la decisión de echar a 2.000 directivos y reduciendo los tipos de aviones. Reconfiguró Aer Lingus como una aerolínea de bajo coste imitando a Ryanair, y comenzó a suprimir varios servicios como la clase ejecutiva de corto radio y los servicios de carga, y reduciendo fuertemente las ventajas del programa de viajeros frecuentes.
Los beneficios operativos de la compañía crecieron pero el coste de los despidos y retirada de flota implicó que el beneficio neto no fuese tan rápido como se esperaba. No todas las reformas de Walsh fueron exitosas, como la decisión de suprimir la limpieza de los aviones. Sufrió una huelga de tres días en 2002 en el momento álgido de los recortes.
El equipo directivo sugirió al principal accionista, el Gobierno irlandés, una oferta de Aer Lingus en el mercado de valores. El gobierno se negó a ello debido a la oposición de los sindicatos y esto llevó a Walsh y otros directivos a renunciar el 21 de enero de 2005.
Dermot Mannion, anteriormente vinculado a Emirates Airlines, recalcó el éxito de Walsh como director general de Aer Lingus.

## Director general de British Airways
La dirección de British Airways buscaba a un sucesor para el director general Rod Eddington que había anunciado sus planes de regresar a su Australia natal cuando concluyese su contrato. Walsh fue contratado en mayo de 2005 a la edad de 43 años con un periodo de prueba de seis meses para conocer la compañía antes de la partida de Eddington el 1 de octubre de 2005.
Desde que Willie Walsh tomó las riendas de British Airways como director general en octubre de 2005, se ha enfrentado a toda clase de problemas laborales y de subidas de precios del combustible. 

### Cronología temporal
Verano de 2005
El personal de tierra se declaró en huelga en favor de Gate Gourmet.
Verano de 2006
British Airways anunció a través de la Asociación de Aerolíneas Europeas que fue la que más equipajes perdió en 2006 en comparación con otras grandes aerolíneas europeas. De cada mil pasajeros transportados, se perdían 23 maletas, un 46% más de lo normal.
Verano de 2007
El recargo de combustible arrobó unos ingresos récord de 270 millones de libras.
Marzo de 2008
La apertura caótica de la T5 valorada en 4.300 millones de libras supuso un caos para la compañía. Se sostuvo que la compañía perdió, al menos, 16 millones de libras a consecuencia de esta situación.
Mayo de 2008
Récord de resultados financieros. BA obtuvo un beneficio operacional de 875 millones de libras y logró el objetivo de lobrar el 10% de margen operativo. Walsh no reportó este éxito debido a los problemas de la Terminal 5. Sin embargo si aceptó el pago extraordinario de 1 millón de libras antes de la conclusión de 2008.

## Vida personal
Walsh está divorciado y tiene una hija, Hannah. Es seguidor del Bohemian FC.